# Karl von Braum
Karl svobodný pán von Braum (8. dubna 1799 Praha – 4. července 1864 Temešvár) byl rakouský generál. V armádě sloužil od svých čtrnácti let, vyznamenal se účastí v několika válkách. V roce 1859 dosáhl hodnosti polního podmaršála a svou kariéru završil jako velitel v Temešváru (1859–1864). V roce 1864 byl povýšen na barona.

## Životopis
Pocházel z Prahy (ve starších pramenech uváděn též jako Braun), do armády vstoupil již v roce 1813 a zúčastnil se závěru napoleonských válek. Poté sloužil u různých jednotek pěchoty, několik let byl také nižším důstojníkem u 6. praporu polních myslivců v Praze. V roce 1831 byl povýšen na nadporučíka a již o rok později byl rytmistrem u 24. pěšího pluku v Haliči. U tohoto regimentu strávil patnáct let v Bukovině a v roce 1845 byl v hodnosti majora přeložen k 15. pěšímu pluku do Lvova.
V revolučních letech 1848–1849 se zúčastnil bojů v Itálii, později proti maďarským povstalcům. Několikrát se vyznamenal statečností a rychle postupoval v hodnostech (podplukovník 1849, plukovník 1850). Od roku 1850 byl velitelem 15. pěšího pluku v Zoločivi. V roce 1853 byl povýšen na generálmajora a převzal velení brigády v Bělehradě, později byl brigádním velitelem u 9. armádního sboru. V roce 1859 dosáhl hodnosti polního podmaršála a závěr své kariéry strávil jako velitel pevnosti Temešvár (1859–1864), kde také zemřel. 
V roce 1850 byl povýšen do šlechtického stavu s titulem Edler von. Za zásluhy na bojištích byl nositelem Řádu železné koruny II. třídy a Vojenského záslužného kříže. Díky spolupráci rakouské a ruské armády během revoluce v Uhrách byl také nositelem ruského Řádu sv. Anny. Krátce před smrtí byl povýšen do stavu svobodných pánů (13. ledna 1864). 
Oženil se v roce 1830 v Hradci Králové s Annou von Helly (1807–1893) z pražské lékárnické rodiny irského původu. Jejich jediný syn Otakar (1831–1866) padl jako c. k. hejtman v prusko-rakouské válce a je pohřben nedaleko Jičína.